# 聖內拉 (加利福尼亞州)
聖內拉（英語：Santa Nella）是位於美國加利福尼亞州默塞德縣的一個人口普查指定地區。

## 地理
聖內拉的座標為37°05′52″N 121°01′01″W / 37.09778°N 121.01694°W，而該地最高點為海拔高度47米（即154英尺）。

## 人口
根據2010年美國人口普查的數據，聖內拉的面積為11.812平方千米，均為陸地。當地共有人口1380人，而人口密度為每平方千米116人。